# Horoatu Crasnei, Sălaj
Horoatu Crasnei (în maghiară Krasznahorvát), este satul de reședință al comunei cu același nume din județul Sălaj, Transilvania, România.

## Istoric
Dintre așezările comunei, Horoatu Crasnei este localitatea cu cea mai veche atestare documentară, primele mențiuni despre această așezare datând din anul 1213, când era cunoscută sub numele de Villa Huruat.
Localitatea Horoatu Crasnei este formată din unirea a 2 sate: Horoat și Petenia, cel din urmă fiind prezent doar in cultura locala. Ca dovada a acestui fapt este existenta a 2 biserici (greco-catolice, in prezent ortodoxe) cea din Horoat (cum se spune local) si cea din Petenia.

## Date economice
Economia satului este predominant agrară, cerealele si cartoful deținând cea mai mare pondere in structura culturilor agricole.
In localitatea HOROAT isi desfasoara activitatea si doua firme care ofera loc de munca la peste 50 de localnici.
Una dintre ele fiind o brutarie care ne produce paine de cea mai buna calitate.
A doua este o fabrica de sapun de mai multe feluri.

## Lăcașuri de cult
- Biserica Reformată-Calvină, construită in secolul XV, cu adăugiri ulterioare din secolul al XVIII-lea.
- Biserica Ortodoxa Horoatu Crasnei
- Biserica Ortodoxa Horoatu Crasnei, Parohia Petenia

Biserica din Petenia este de fapt o biserica veche de lemn care a  fost reconstruita pe actualul amaplasament si reabilitată prin  tencuirea peretilor in exterior si interior.
- Biserica Greco Catolica Unita care este momentan in construcție.(www.parohiahoroatucrasnei.1r.ro)

## Turism
Peisajele ce se desfasoara sub culmea prelunga a Mesesului fac din teritoriul satului Horoatu Crasnei un areal turistic atractiv.
Obârșiile văilor Ponita si Ragu oferă peisaje de o rară frumusețe.

## Imagini

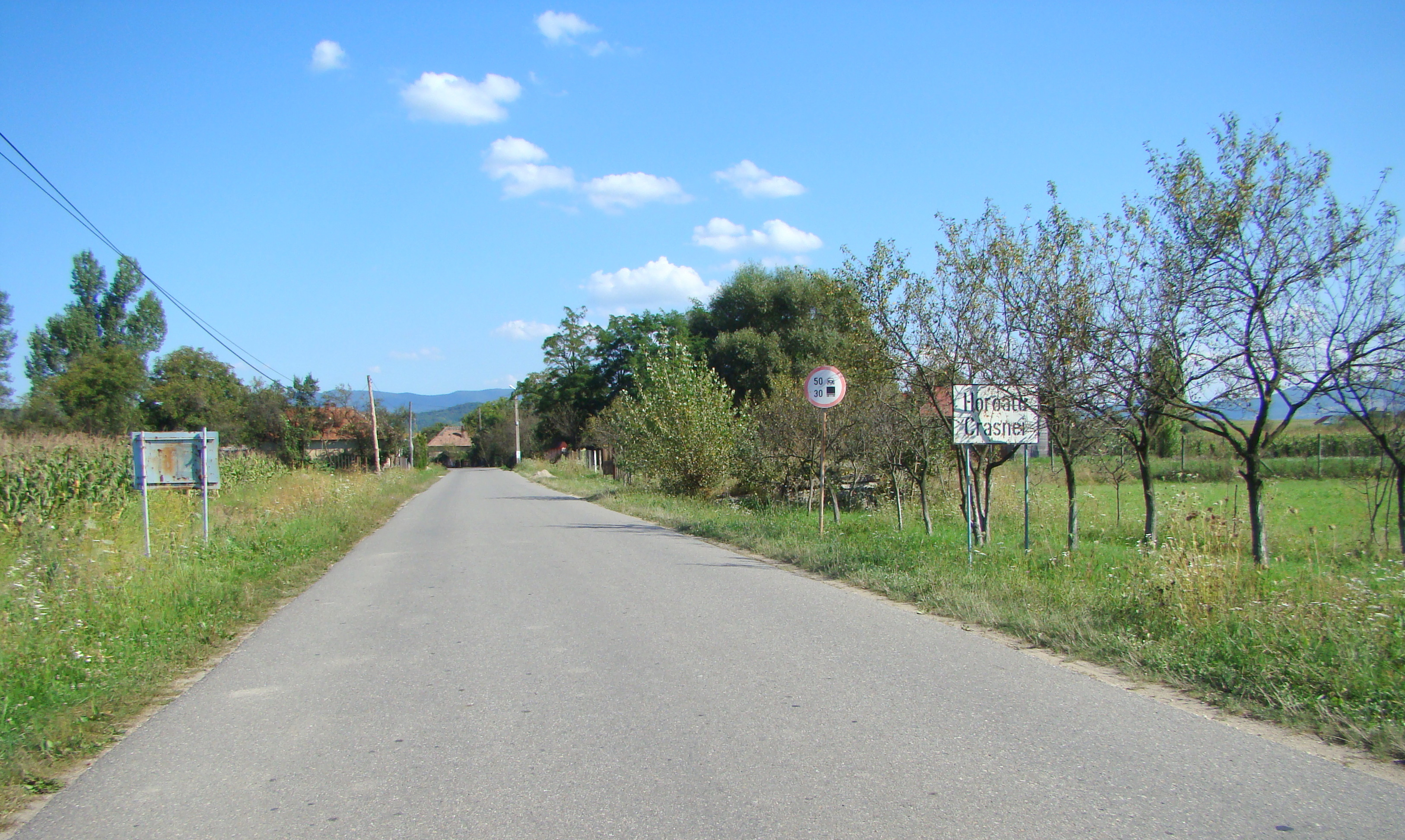
Intrarea în localitate
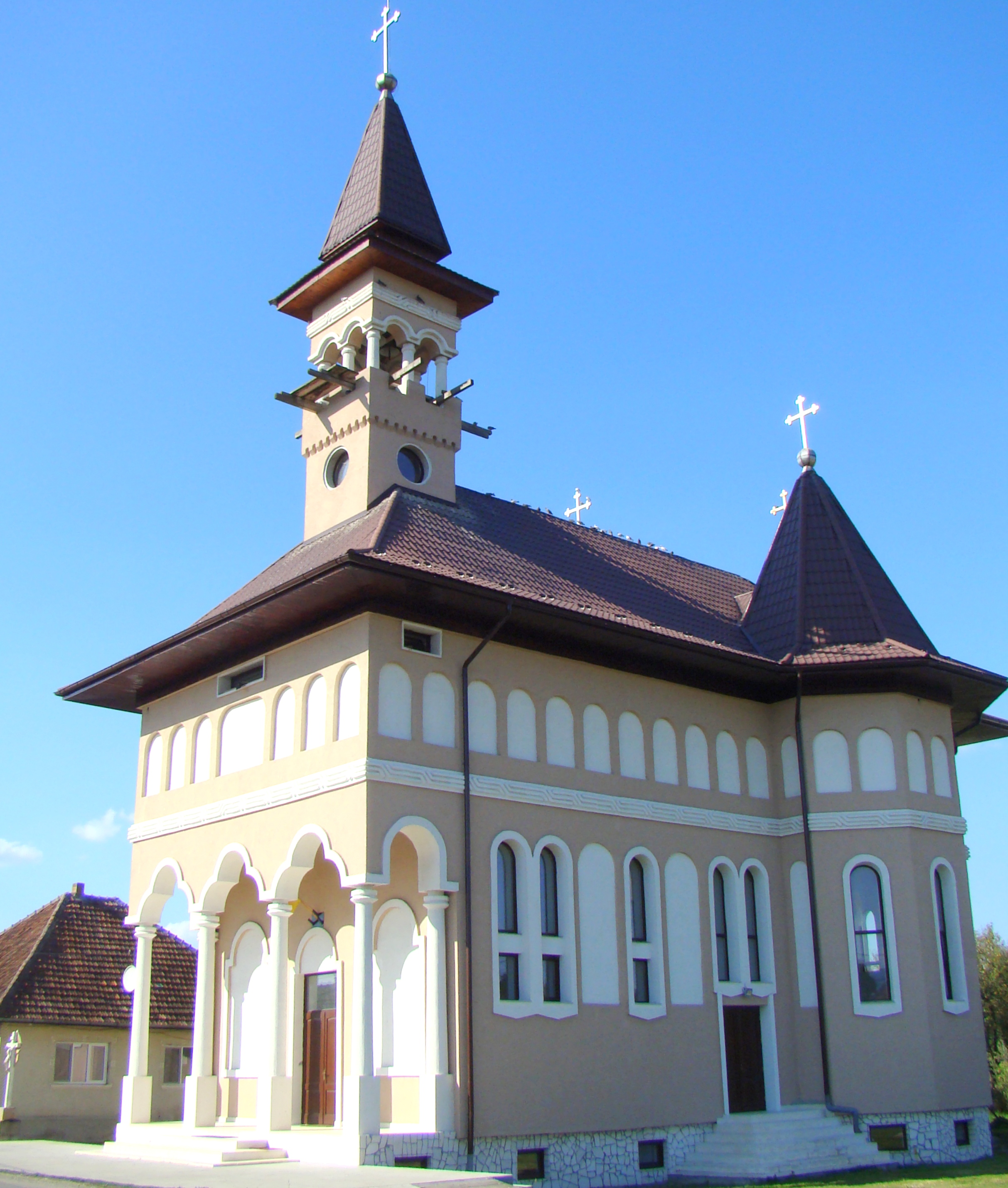
Biserica greco-catolică
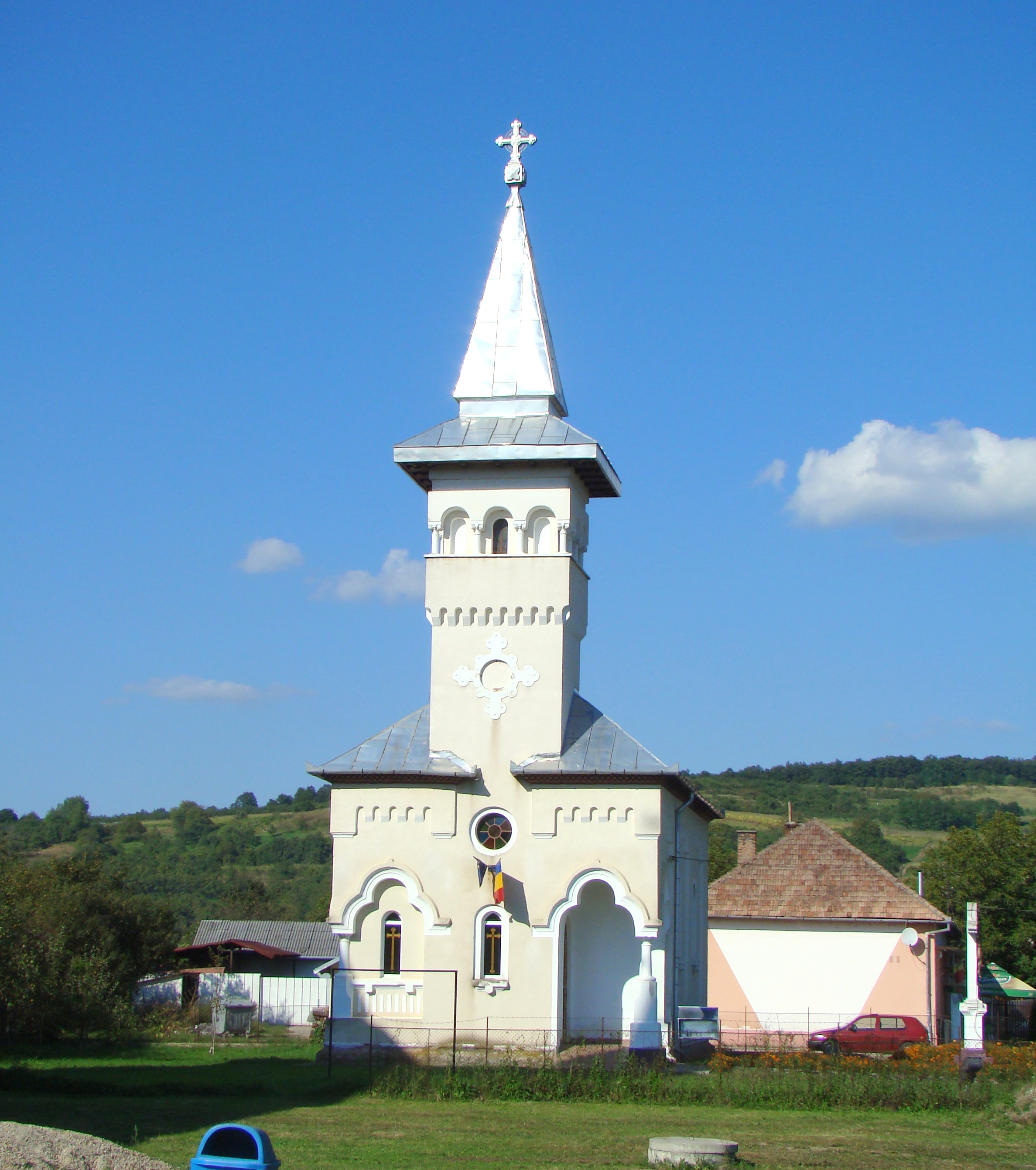
Biserica ortodoxă „Sfântul Proroc Ilie Tesviteanul”
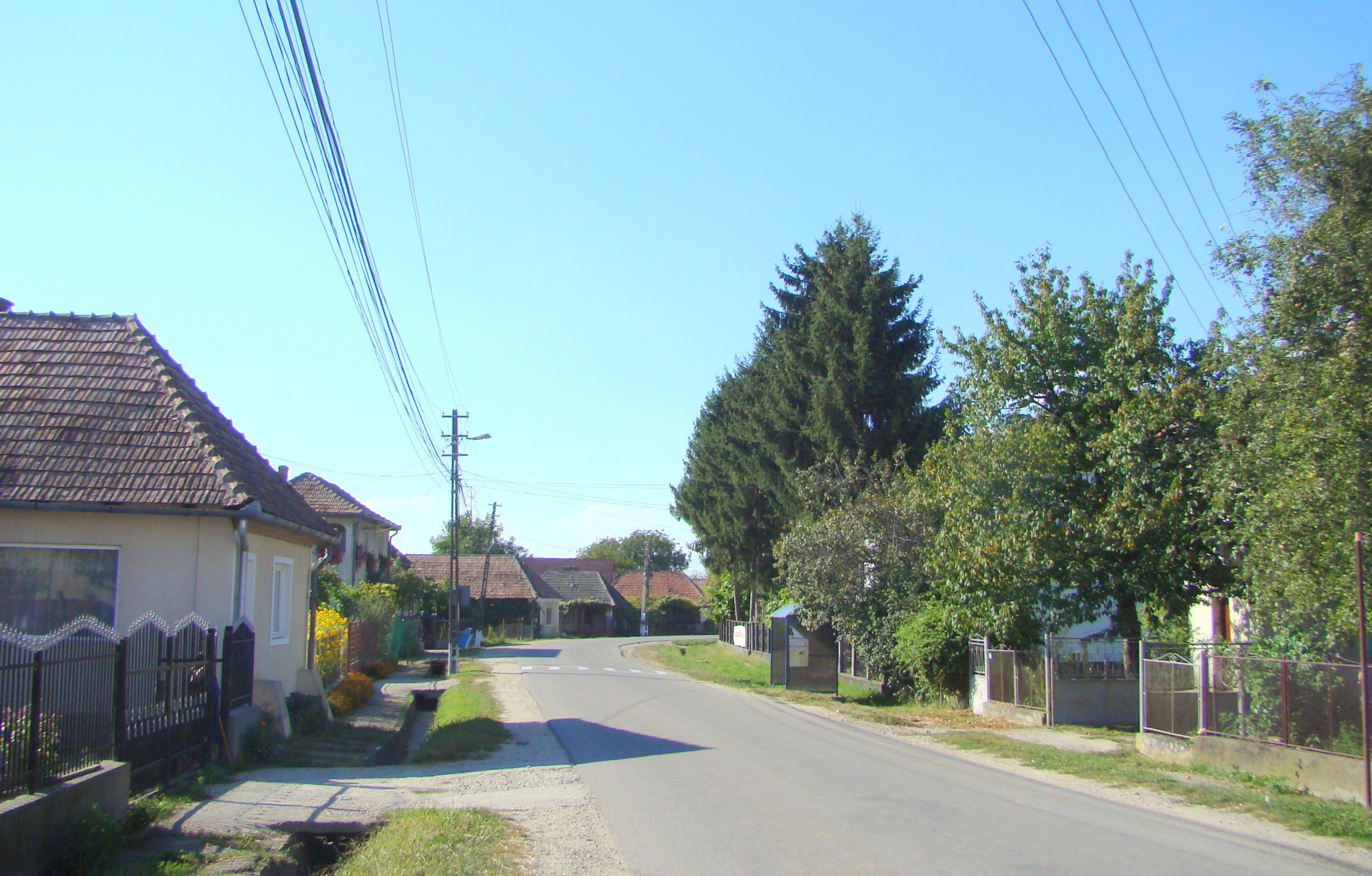
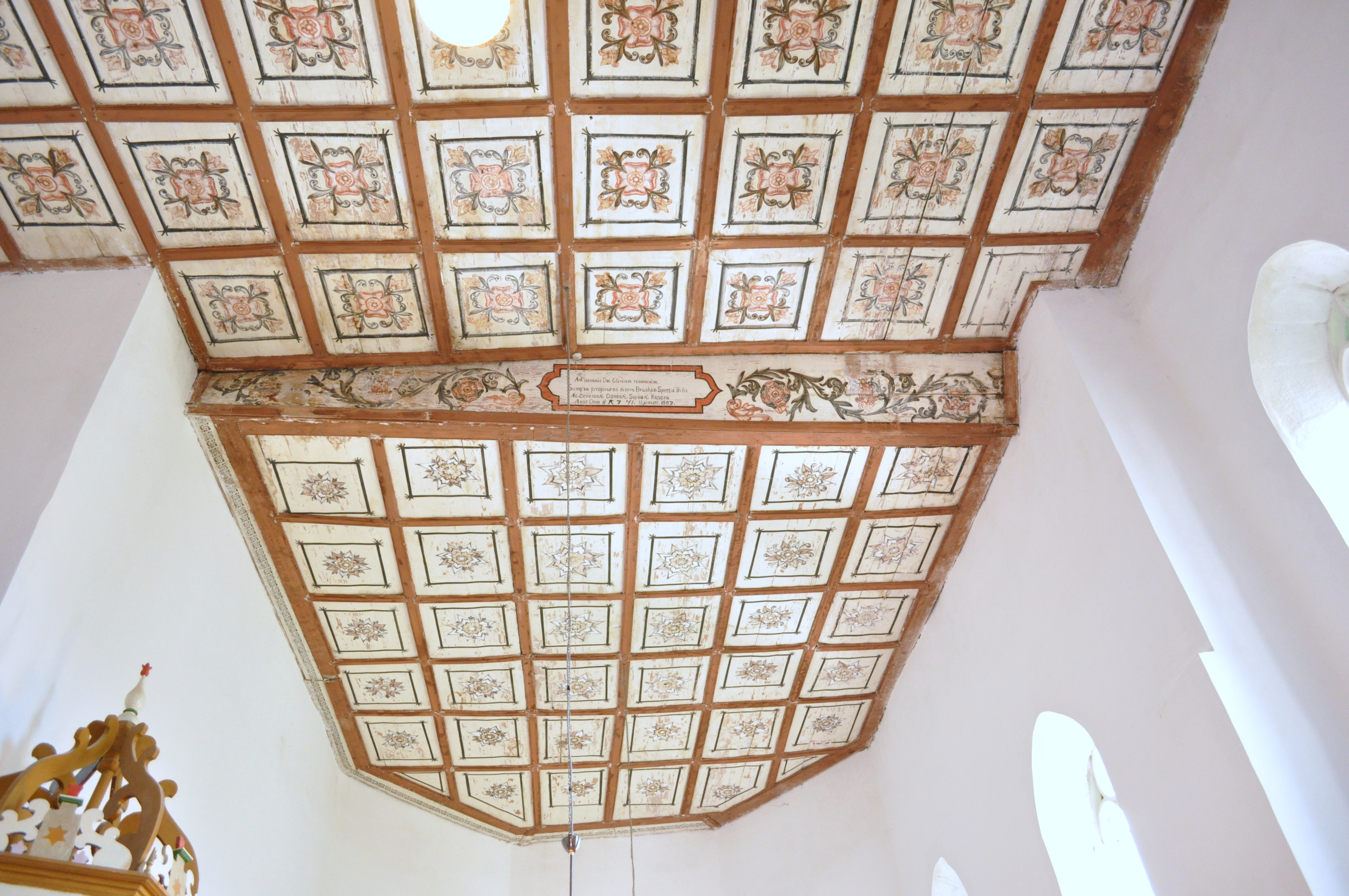
Biserica reformată (monument istoric)
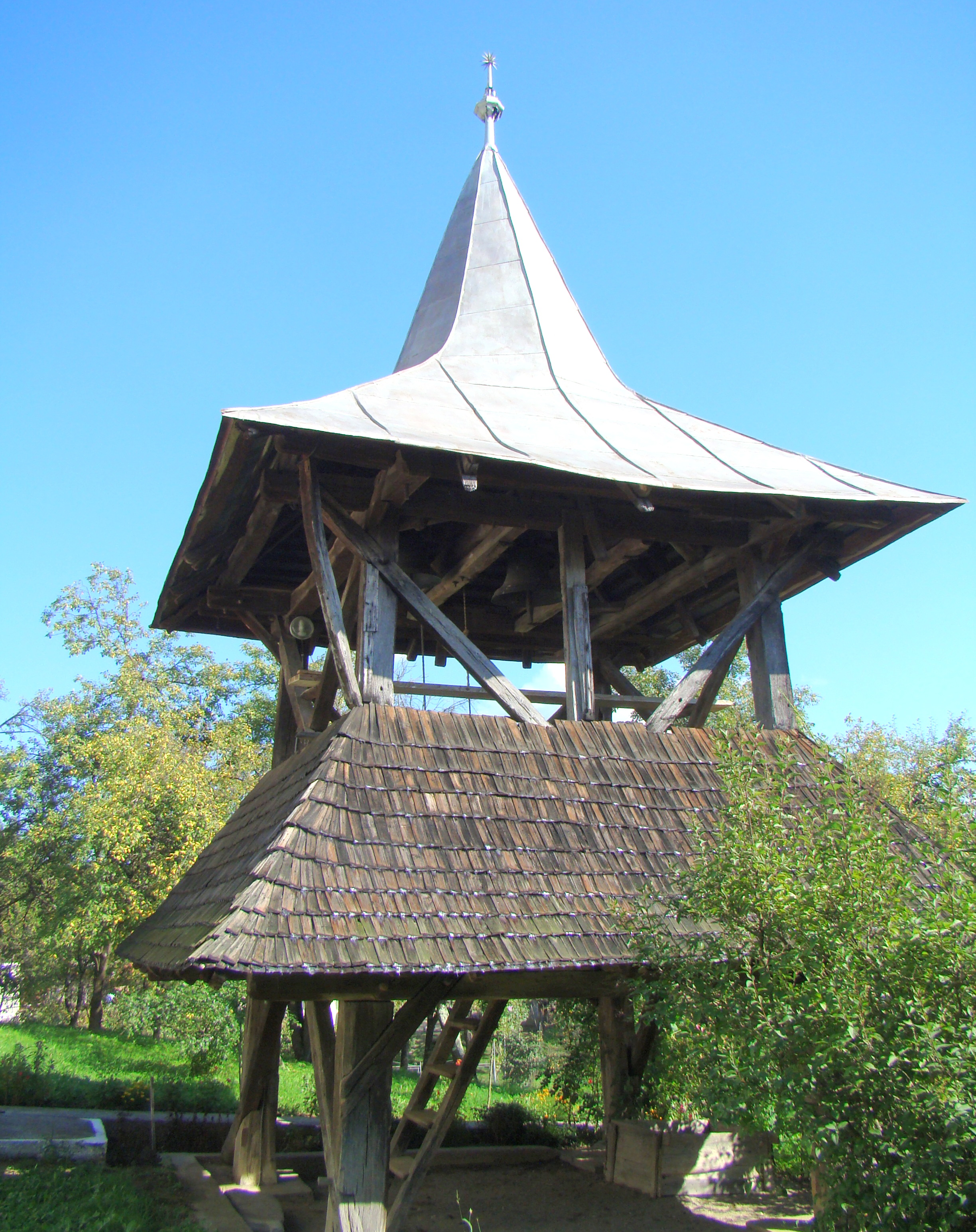
Clopotnița de lemn a bisericii reformate (monument istoric)